# Rediu (okręg Botoszany)
Rediu – wieś w Rumunii, w okręgu Botoszany, w gminie Rădăuți-Prut. W 2011 roku liczyła 901 mieszkańców.